# Коетин
Коетин (чеш. Kojetín) — город в Чехии, в Оломоуцком крае, районе Пршеров, в Моравии.

## Географическое расположение
Коетин находится на правом берегу реки Моравы и к северу от её притока — Ганы (Haná), недалеко от его устья. В Коетин ведут государственные автобаны 435 из Оломоуца и 367 из Простеёва после Кромержижа. Город расположен на железнодорожных линиях между Вишковом и Пршеровом, а также между Кромержижем и Товачовом, причём с последним организовано пассажирское сообщение на линии Коетин — Товачов. К югу от города проходит автобан D1.
Ближайшие населённые пункты — Угржичице на севере, Заржичи на северо-востоке, Хропине на востоке, Безмеров на юго-востоке, Попувки на юге, Крженовице на юго-западе, Мержовице-над-Ганоу и Грушка на западе, а также Творовице на северо-западе.

## История
Впервые в документальных источниках Коетин был упомянут в 1233 году моравским маркграфом Пржемыслом как деревня.

## Достопримечательности
- Церковь Успения Пресвятой Девы Марии на площади Коменского
- Еврейское кладбище
- Памятник «Голодный марш»
- Brewery Hotel
- Чумной столб на площади Масарика
- Крест примирения
- Статуя Святого Вацлава и Св. Анны
- Дом приходского священника на площади Коменского
- Бывший дом раввина
- Святыня Вэйсиде
- Синагога

## Население
| Год  | Численность | Численность |
| ---- | ----------- | ----------- |
| 1869 | 4325        | [ 5 ]       |
| 1880 | 5414        | [ 5 ]       |
| 1890 | 6169        | [ 5 ]       |
| 1900 | 6627        | [ 5 ]       |
| 1910 | 7027        | [ 5 ]       |
| 1921 | 6812        | [ 5 ]       |
| 1930 | 6913        | [ 5 ]       |
| 1950 | 5801        | [ 5 ]       |
| 1961 | 6074        | [ 5 ]       |
| 1970 | 6380        | [ 5 ]       |
| 1980 | 6756        | [ 5 ]       |
| 1991 | 6529        | [ 5 ]       |
| 2001 | 6432        | [ 5 ]       |
| 2014 | 6263        | [ 6 ]       |
| 2016 | 6176        | [ 7 ]       |
| 2017 | 6169        | [ 8 ]       |
| 2018 | 6167        | [ 9 ]       |
| 2019 | 6103        | [ 10 ]      |
| 2020 | 6078        | [ 11 ]      |
| 2021 | 5962        | [ 12 ]      |
| 2022 | 5837        | [ 13 ]      |
| 2023 | 5844        | [ 14 ]      |
| 2024 | 5790        | [ 2 ]       |